# Hermann Pálsson
Pour les articles homonymes, voir Pálsson.
Hermann Pálsson (26 mai 1921 – 11 août 2002) est un écrivain et universitaire islandais. Il a participé à la traduction en anglais de nombreuses œuvres anciennes en vieux norrois. Ses recherches se sont concentrées sur la recherche de liens entre les vieilles sagas islandaises, telles que la saga de Hrafnkell et la culture latine de l’Europe médiévale.